# Librilla
Librilla település Spanyolországban, Murciában. Librilla Murcia, Alhama de Murcia és Mula községekkel határos. Lakosainak száma 5777 fő (2024).

## Földrajza

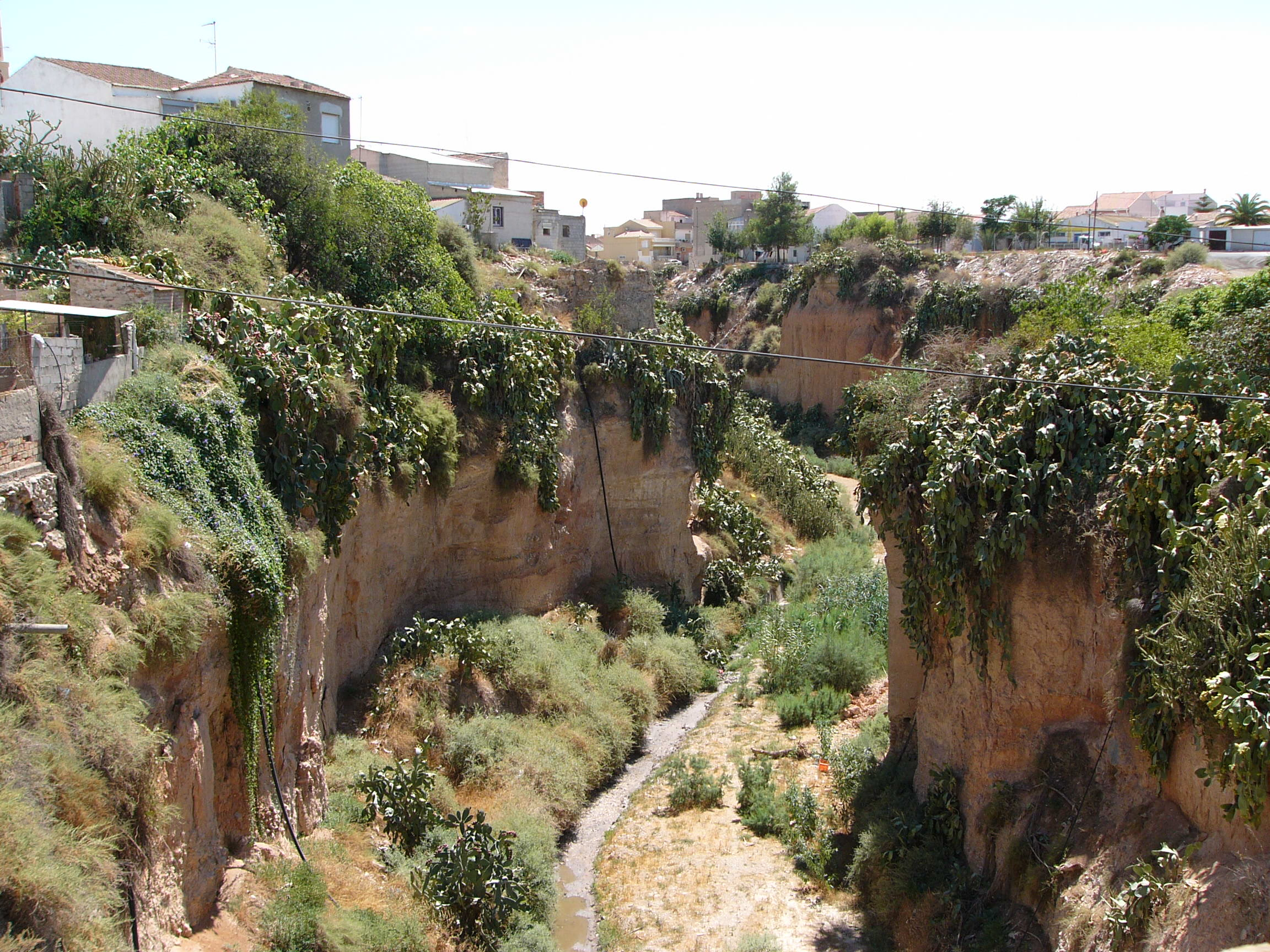
Az Orón folyó vagy más néven Barranco de los Espectros, amely a Librillát kettéválasztja.

A Bajo Guadalentín régióban található, 29 km-re Murcia tartomány fővárosától.
A település domborzatát a Guadalentín völgye határozza meg, amelynek folyója képezi a déli határt Alhama de Murcia településsel, ahol az El Romeral gát található, az árvízvédelem érdekében. Északon a Sierra del Cura hegység lankái emelkednek ki, amelyek 443 méteres tengerszint feletti magasságba nyúlnak (Loma Larga). Az Algeciras-folyó, amelynek folyása nyugaton Alhama városrész határát képezi, a Sierra del Curát elhagyva az azonos nevű tározóba torkollik, míg az Espectros-szurdok Librilla városát szeli át.
A tengerszint feletti magasság 443 métertől (Loma Larga) 95 méterig (Guadalentín-folyó) terjed.
| Északnyugat: Mula          | Észak: Murcia         | Északkelet: Murcia         |
| Nyugat: Alhama de Murcia   |                       | Kelet: Murcia              |
| Délnyugat Alhama de Murcia | Dél: Alhama de Murcia | Délkelet: Alhama de Murcia |

## Története
Librilla története az ibériaiak idejére nyúlik vissza, akik El Castellarban egy régészeti jelentőségű település nyomait hagyták maguk után.
A település nevét az arab földrajztudós, al-Idrisi adta, aki a 12. században Lymbraya névre keresztelte, ami arabul annyit tesz: a Szellemek szurdoka, utalva a várost átszelő vízfolyásra. 1243-ban, a muszlim uralom után, Librillát, a Murciai Királyság többi részével együtt, az alcarazi kapitulációknak köszönhetően a későbbi X. Alfonz kasztíliai hercegnek, az akkori infánsnak adták védnökség alá. XI. Alfonz idején Don Juan Manuel örökölte Librillát, az apja birtokainak részeként.
Később a Fajardo-ház Librillában megalapította birtokát, és felépítette ősi otthonát, amelyet a 18. század első harmadáig az urak laktak.

## Gazdasága
Librilla fő gazdasági tevékenységét elsősorban a mezőgazdaság jelenti, számos, több hektáron elterülő öntözött gyümölcsössel találkozhatunk a város környékén, ahol főként citrusféléket termesztenek. A város ipari tevékenysége nagyon új keletű, és a Cabecicos Blancos ipari park építésével indult el, amely az A-7 mediterrán autópálya mellett, Murciától 20 km-re található. Az ipari park területe 750 000 m², melyből 512 000 m² beépíthető terület, az autópályának köszönhetően könnyen megközelíthető.

## Közlekedése
Librilla a települést átszelő, az E-15 európai útvonal részét képező mediterrán autópálya (A-7) közlekedési tengelyén fekszik.
A városnak van egy vasútállomása a Murcia-Águilas vonalon, amely a Murcia/Alicante elővárosi hálózatba, a C-2-es vonalba kapcsolódik. A járat naponta közlekedik Alhama-Totana-Lorca-Puerto Lumbreras-Pulpí-Águilas és Alcantarilla-Murcia között.

## Látnivalók

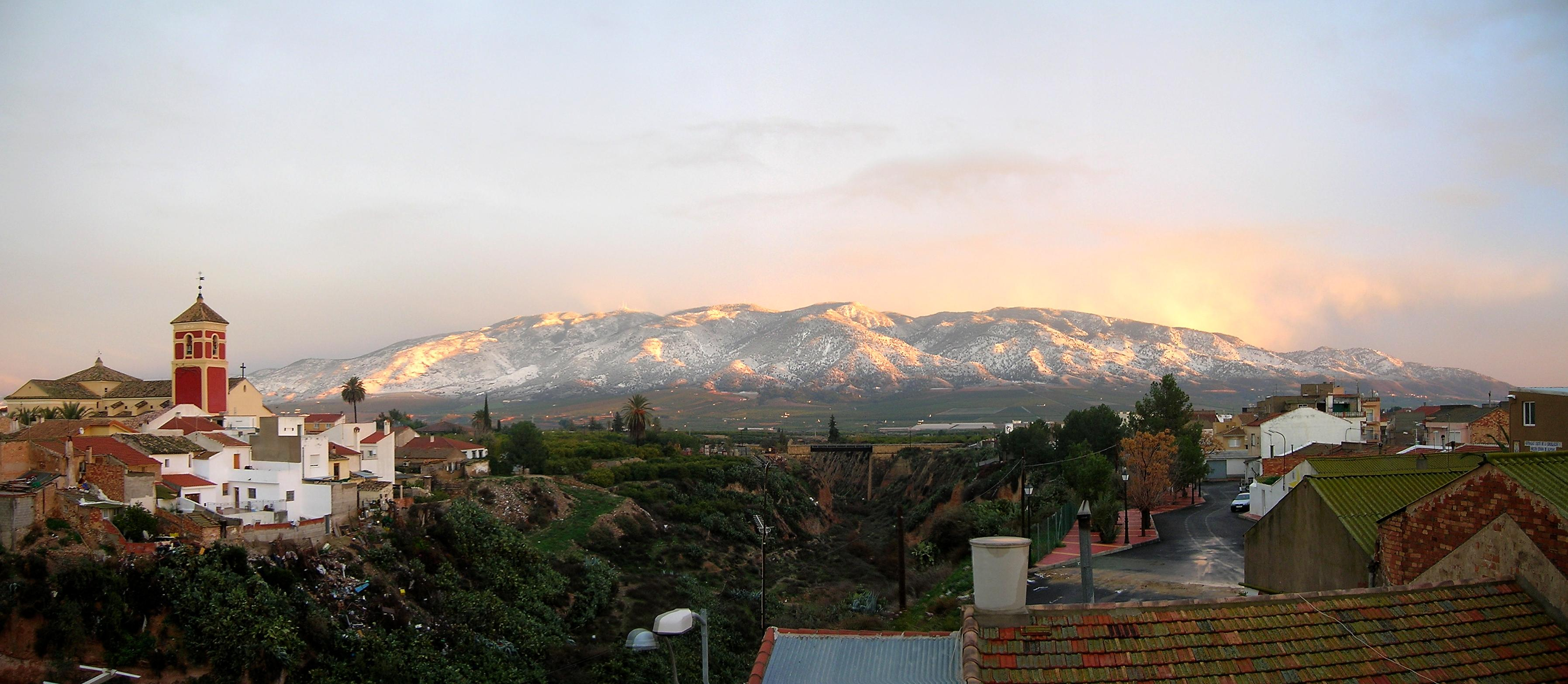
Librilla látképe a hófödte Sierra de Carrascoy-jal a háttérben

- A szurdok, ahonnan a Lymbraya név származik, amely arabul annyit jelent: a szellemek szurdoka.
- A San Bartolomé-templom.
- A Librilla várának maradványai, amelyet kulturális érdekeltségűvé nyilvánítottak.
- A Sagrado Corazón parkja, népszerű nevén El Monumento.
- El Castellar és a gátra nyíló kilátás.[2]
- El Mirador azaz A kilátó.
- Az úgynevezett Escalera de los Moros (Mórok lépcsője).
- A Casa del marqués de Camachos.
- Az istállók, közismertebb nevén Las Posadas.
- A Rosalía kúria vagy Casa Méndez.
- A Plaza de la Cruz.
- El Lavador, egy lenyűgöző százéves szilfával.

## Kultúra és ünnepségek
- Május 2. és 3.: Santa Cruz-i ünnepség.
- Július 16.: Virgen del Carmen.
- Augusztus 2.: Nuestra Señora de los Ángeles.
- Augusztus 18-24.: Ünnepségek San Bartolomé tiszteletére.
- Szeptember 8.: Zarándoklat a Virgen de Belén remetelakhoz, amely bizonyos években Librillában és Sangonera la Secában kezdődik.

## Gasztronómia

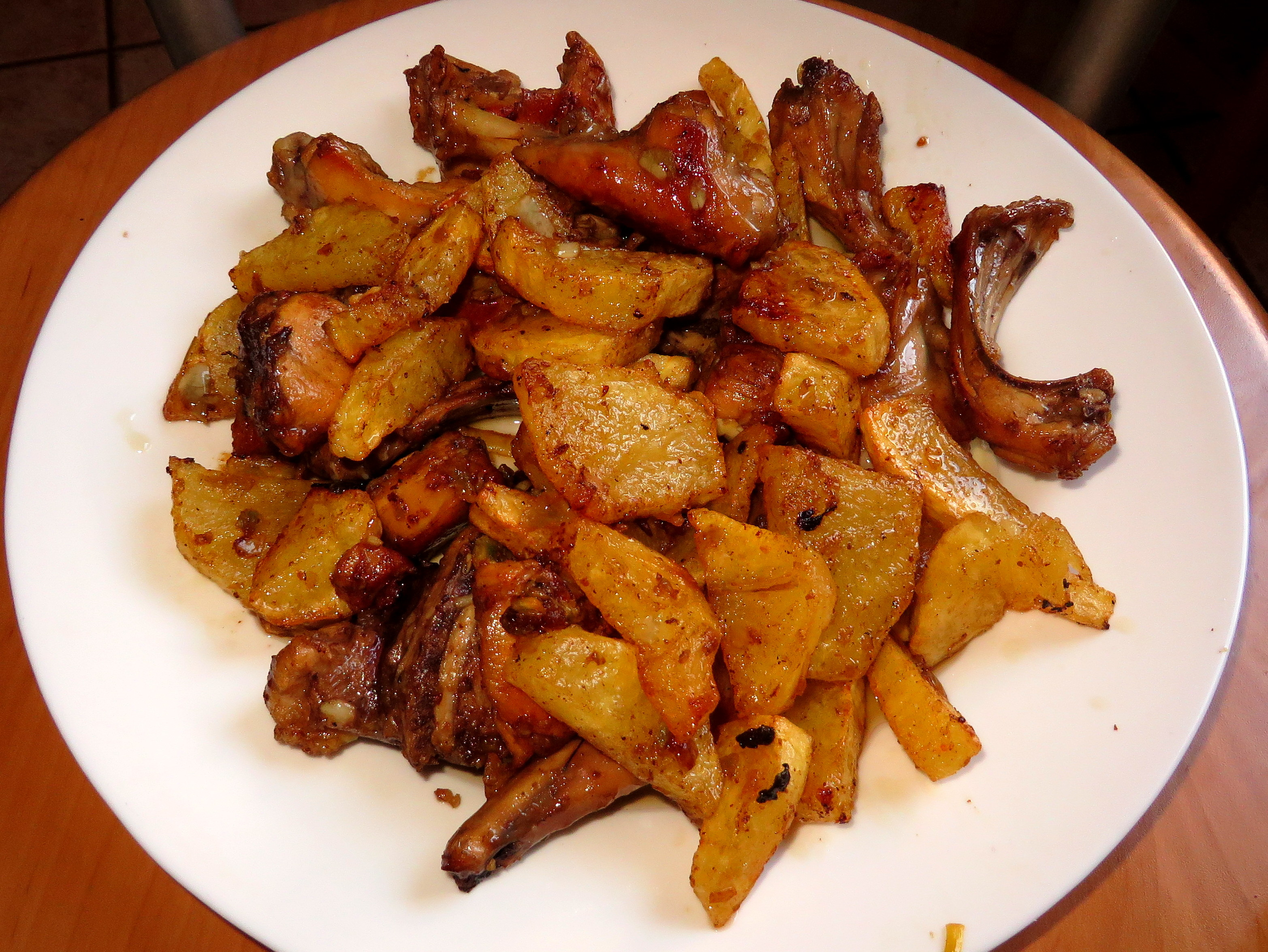
Nyúl fokhagymával és burgonyával

A helyi gasztronómia fő ételei a rizs nyúllal, pörkölt, ragu, migas, michirones (sonkával és chorizóval főtt szárazbab), gachas migas, fokhagymás nyúl és sertéspörkölt vagy cocido murciano.
Van azonban egy hagyományos kenyérfajta, a pitanza, amely körülbelül 200 grammos, és amelyet minden évben augusztus 22-én ezrével dobnak le a városháza erkélyéről. Ez egy regionális és országos szinten is egyedülálló esemény, amely a középkorból ered, és egy nagy szárazságnak állít emléket, amely az egész Guadalentín-völgyet megrázta.

## Sport
A teremlabdarúgás az egyik legnépszerűbb sportág a librillai fiatalok körében, nagy győzelmeket aratva országos szinten olyan csapatokkal, mint a Futsal Librilla, akik a harmadik országos teremlabdarúgó-bajnokságban és a Becsület-divízióban játszanak.

### Labdarúgás
1928. július 1-jén avatták fel Librilla stadionját és focicsapatát. Az első mérkőzést a Librilla F.C. és az Español Totanero játszotta, amely 4-2-re végződött. Az 1928/1929-es szezonban a Librilla a spanyol harmadosztályban, olyan csapatok ellen játszott, mint a Cieza, a Totana, a Yecla vagy a történelmi Hércules de Alicante.

### Kosárlabda
2017-ben az Alhama Kosárlabda Klub a Librillára tett fogadást, hogy sportiskolát indít a városban. Bár soha nem szövetkeztek, és csak iskolák közötti tornákat játszottak, 2018-ban az első fordulóban Totana ellen, 2019-ben pedig a második fordulóban Mazarrón ellen estek ki.

## Népesség
A település népessége az elmúlt években az alábbi módon változott:
| Lakosok száma | 3945 | 4088 | 4378 | 4534 | 4842 | 4900 | 5160 | 5305 | 5619 | 5777 |
|               | 2001 | 2004 | 2007 | 2009 | 2012 | 2014 | 2017 | 2019 | 2022 | 2024 |

## Fordítás
- Ez a szócikk részben vagy egészben  a   Librilla című spanyol Wikipédia-szócikk ezen változatának fordításán alapul.  Az eredeti cikk szerkesztőit annak laptörténete sorolja fel. Ez a jelzés csupán a megfogalmazás eredetét és a szerzői jogokat jelzi, nem szolgál a cikkben szereplő információk forrásmegjelöléseként.